# Extrême droite en Suisse
L'extrême droite en Suisse désigne des mouvements hors parlement, nationalistes, xénophobes, antisémites et partisans d'un régime autoritaire.

## Histoire

### Jusqu'à la Première Guerre mondiale
L'expression désigne à l'origine les députés siégeant tout à droite de l'hémicycle.
À la fin du XIXe siècle, la droite nationaliste voulait soustraire l'individu au matérialisme libéral et le réintégrer dans une communauté purifiée de toute influence extérieure. L'idée nationaliste est d'abord portée par des cercles d'artistes et d'intellectuels chez qui se rejoignaient antimodernisme, anticapitalisme, antidémocratisme et antisocialisme. 

### Entre deux-guerres
À partir de 1919, la droite nationaliste et militariste devient de plus en plus extrémiste. Elle se subdivise en deux tendances. L'une, proche de l'aile droite de certains partis bourgeois traditionnels (conservatisme), cherche la régénération de l'État dans un corporatisme adversaire du parlementarisme. L'autre fait siens les thèmes du fascisme : à l'antidémocratisme, à l'anticapitalisme anglo-saxon et à l'anticommunisme s'ajoutent de forts penchants pour les thèmes racistes, l'autoritarisme incarné dans un chef unique et le recours à la violence, tous ces éléments étant soutenus par un vigoureux antisémitisme. Pour l'extrême droite, l'unique réponse à la crise de l'entre-deux-guerres réside dans une forme de repli sur soi, nostalgique d'une harmonie sociale garantie par le respect exclusif de la Nation et de l'ethnie.
En Suisse, de tels mouvements se constituent dès la fin de la Première Guerre mondiale,, d'abord à Genève, avec l'Union patriotique et la création de milices bourgeoises. Celles-ci gagnent tout le territoire, la principale d'entre elles étant la Fédération patriotique suisse. Entre 1925 et 1944 se forme une quarantaine de mouvements fascisants, voire fascistes pour les groupes romands et tessinois, nazis pour les formations alémaniques. Le premier créé, la Schweizerische Heimatwehr (1925), disparaît en 1936. Le plus important est le Front national (1930-1940), qui compte jusqu'à 5 000 membres. 
La dérive fasciste de ces mouvements connaît un nouveau souffle en 1933, lors du « printemps des Fronts » (frontisme). Si l'influence électorale des Fronts reste faible au niveau fédéral (un élu à Genève en 1935, en rupture avec l'Union nationale dont il était issu), elle est plus grande au niveau cantonal : certains législatifs communaux (ville de Zurich) et cantonaux (Schaffhouse, Saint-Gall, Berne) s'ouvrent aux formations d'extrême droite. Juste avant la guerre, elles concluent parfois des alliances avec des partis de droite, comme à Genève. En 1940, les groupes fascistes se réunissent sous la bannière du Mouvement national suisse, bientôt interdit.

### Après la Seconde Guerre mondiale
Après la Seconde Guerre mondiale, l'idéal fasciste ne survit que dans quelques groupuscules. Il reçoit une ébauche d'organisation en 1951, avec le Nouvel Ordre européen. 
Ce n'est qu'avec la rupture des années 1960-1970, tandis que la société cherche à nouveau une réponse au consumérisme de l'État social et démocratique, que l'extrême droite se découvre une nouvelle audience. À côté des fascistes traditionnels, on repère plusieurs tendances. La Nouvelle Droite, proche de mouvements similaires en France et en Allemagne, revendique à partir de 1972 un pouvoir plutôt culturel grâce à l'appui de divers cercles et associations. Un courant national-révolutionnaire, antiaméricain et anticapitaliste est illustré par le Nouveau Front, d'où sort la Coordination nationale, le parti national-révolutionnaire et le mouvement « Troisième voie ». 
Les Fronts des années 1980 sont violemment opposés à l'immigration étrangère ; le plus connu est le Front patriotique. Les négationnistes ou révisionnistes remettent en question l'holocauste. Les groupes skinheads, violents, composés de jeunes gens souvent mineurs, généralement peu structurés, dominent l'extrême droite. Leurs effectifs, en forte augmentation surtout en Suisse alémanique (moins de 500 membres avant 1995, 600 à 700 en 1999, 1 200 environ en 2008), se signalent par des attaques contre des centres pour requérants d'asile. Les partis d'extrême droite présents dans les parlements, que ce soit dans les cantons ou aux Chambres fédérales (par exemple Vigilance, Démocrates suisses), dont le programme est axé sur la xénophobie, enregistrent des résultats électoraux très fluctuants.